# Mästerbyänget
Mästerbyänget är ett 16,6 ha stort Natura 2000-område i Mästerby socken, på Gotland, beläget ca 20 km söder om Visby. De naturtyper som skyddet avser utgörs av lövängar och nordlig ädellövskog.
Mästerbyänget utgörs av ett gotländskt änge med omkringliggande ädellövskog.  Här växer ek, ask, glasbjörk, sälg, vildapel och lundalm. Det finns här en artrik lavflora knuten till ask, alm och ek samt en del sällsynta marksvampar knutna till dessa tre trädslag. 
I buskskiktet finns rikligt med hassel samt skogskornell och en. Vegetationen är rik och här finns bland annat vårbrodd, kamäxing, stjärnstarr, blekstarr, ängshavre, slåtterfibbla, brudbröd, svinrot, prästkrage, tvåblad, skogsnäva, ängssyra, stor blåklocka, kråkvicker, käringtand, tuvtåtel, älgört, ängsvädd, höskallra, ormbär, kråkvicker, vitmåra, knippfryle, smörblomma, tidig brudsporre, jordtistel, hirsstarr, luddstarr, gulvial, rödklint, S:t Pers nycklar, Adam och Eva, blodrot, hönsarv, backlök, blåtåtel, fårsvingel, brunört, gullviva, fältvädd och slankstarr. 
Marken har under lång tid varit i slåtterhävd. Enligt en karta från 1701 tillhörde större delar av marken kyrkan och bar namnet Kyrkans Storänge och skötseln av änget sträcker sig fram till idag. Inom området finns en så kallad stensträng, en förhistorisk hägnad vilket vittnar om att marken brukats i förhistorisk tid. 
Sedan år 1993 sköter Mästerby hembygdsförening och Banda varpaklubb ängets norra respektive södra del. I kanten av den norra delen av änget står föreningens två slåtterbodar som uppfördes i början av 2000-talet. I väster begränsas änget mot landsvägen av en bandfast tun. 
Sydvästra delen odlades upp till varp- och pärkplan efter kriget och under 1960-talet gödslades vissa delar med superfosfat, men sedan dess har ingen gödsel tillförts.